# Mirza Khazar
Mirza Kerim oglu Mikayilov (en azerbaiyano: Mirzə Kərim oğlu Mikayılov), conocido como Mirza Khazar (en azerbaiyano: Mirzə Xəzər) o Mirza Michaeli (Göyçay, 29 de octubre de 1947-Múnich, Alemania; 31 de enero de 2020), fue un notable autor azerbaiyano, analista político, conocido presentador, locutor, editor,  traductor de la Biblia al idioma azerí. En la actualidad Mirza Khazar vive en Múnich, Alemania. 

## Traducción Bíblica
Por petición del Instituto dedicado a la traducción de la Biblia de Estocolmo, Mirza Khazar tradujo el Nuevo Testamento y el Antiguo Testamento al azerí. Mirza Khazar empezó la traducción completa de la Biblia en 1975 y terminó en 1984. En 1982, El Instituto dedicado a la traducción de la Biblia de Estocolmo, Suecia, dio a conocer la nueva traducción del Nuevo Testamento realizada por Mirza Khazar, la cual es usada actualmente en Azerbaiyán. La primera edición fue impresa en Zagreb, Croacia. La traducción completa del Nuevo Testamento de Mirza Khazar fue reimpresa cinco veces en años posteriores. Mirza Khazar terminó la traducción del Antiguo Testamento en 1984, pero esta aún no ha sido impresa.
Contexto: la primera traducción Azerbaijana realizada por Mirza Farrukh y Feliks Zaręnba fue el Góspel de Mateo, publicada en 1842 en Londres por la Sociedad Misionera de Basel. La versión completa del Nuevo Testamento fue completamente traducida y publicada en 1878 en Londres y el la del Antiguo Testamento en 1891.

## Biografía
En julio de 1973, Mirza Khazar terminó la carrera en la facultad de derecho en a universidad estatal de Azerbaiyán. De agosto de 1973 hasta enero de 1974 trabajó como abogado en Sumgait. En junio de 1974 emigró a Israel donde asistió a unos cursos particulares para abogados impartidos por la URSS en la Universidad de Tel Aviv. De junio de 1975 a enero de 1976 sirvió en las Fuerzas de Defensa Israelíes.
De agosto de 1976 a octubre de 1985, Mirza Khazar trabaja con el cargo de sustitución de editor en jefe en el servicio azerbaiyano de Radio Libre Europea/Radio Libertad en Múnich, Alemania. En octubre de 1985 fue invitado a Washington D. C., a ser editor en jefe del servicio azerbaiyano de la radio Voz de América. En febrero de 1987, Mirza Khazar volvió a Múnich para dirigir el servicio azerbaiyano de Radio Libre Europea/Radio Libertad, donde trabajó hasta septiembre del 2003. En enero del 2004, fundó el periódico la Voz de Mirza Khazar (Mirzə Xəzərin Səsi) en Bakú. Mirza Khazar y él llevan actualmente el periódico en línea de La Voz de Mirza Khazar en tres idiomas: azerí, inglés y ruso.  De septiembre a octubre del 2005, Mirza Khazar fue presentador del Azadlig TV (TV Libre), la primera cadena de televisión independiente transmitida desde un país extranjero fuera de Azerbaiyán. En diciembre del 2005, inició en el programa de radio, La Voz de Mirza Khazar, una aplicación donde los visitantes podrían escuchar los previamente grabados archivos de audio.
Falleció en Múnich (Alemania) a los setenta y dos años el 31 de enero de 2020.

## Artículos
Los artículos de Mirza Kazar están relacionados con la situación política y económica de Azerbaiyán y otros antiguos estados soviéticos, estos fueron publicados en Azerbaiyán, Turquía y República Checa entre otros. El artículo de Mirza Khazar La formación del Partido Frente Popular de Azerbaiyán (28 de diciembre de 1988) fue el primer artículo de investigación sobre el intento de intelectuales y patriotas locales por lanzar un movimiento nacional democrático en Azerbaiyán. El frente popular de Azerbaiyán fue oficialmente creado en 1989. En agosto de 1989, su Sociedad Birlika fue publicada en el Movimiento Democrático Azerbaiyano.

## Enero negro (1990)
La creciente violencia interétnica comenzó a tomar cada vez más víctimas, lo que obligó a la mayoría de la población azerí residente en Armenia a refugiarse en su país, al mismo tiempo que los armenios de Azerbaiyán huían a su país. En enero de 1990 se produjo otro pogromo contra armenios en Bakú, lo que obligó al gobierno de Gorbachov a declarar el estado de emergencia y enviar a tropas de la MVD a restablecer el orden. Se estableció un toque de queda (cosa no vista en la URSS desde la Segunda Guerra Mundial), al mismo tiempo que se producían fuertes combates entre las fuerzas soviéticas y miembros del Frente Popular Azerbaiyano. Estos incidentes dejaron como saldo más de 120 azeríes y 8 soldados de la MVD muertos en Bakú (Guerra de Alto Karabaj).
Durante el denominado Enero negro, los soviéticos se las arreglaron para reprimir todos los esfuerzos que se producían para poder divulgar noticias sobre Azerbaiyán a la comunidad local e internacional. En la víspera de la invasión militar soviética en Bakú, una fuente de energía fue suministrada a las estaciones de Televisión y Radio de Azerbaiyán, siendo estas sobrecargadas por los oficiales de inteligencia con la intención de aislar la población de cualquier medio que pudiese suministrar información. La Televisión y Radio fueron silenciadas y toda publicación impresa fue prohibida.  Pero Mirza Khazar y su equipo de la Radio Libre Europea/Radio Libertad continuó transmitiendo informes diarios desde Bakú, estableciendo la única fuente de información durante varios días para los azerbaiyanos de dentro y fuera del país. El líder de Kremlin intentó mantener al mundo externo fuera Azerbaiyán y a la población dentro, siendo inconsciente de la invasión militar, pero Mirza Khazar y su equipo frustraron este intento. Gracias a Mirza Khazar y a su equipo en la Radio Liberty, azerbaiyanos de dentro y fuera del país, al igual que la comunidad internacional, se percataron de la invasión Soviética y obteniendo así la oportunidad de organizar acciones de protesta. Sorprendido por el “impresionante” extensión, el gobierno de la URSS se quejó oficialmente ante los Estados Unidos sobre la cobertura de la Radio Liberty ante la invasión militar de Azerbaiyán.  El 20 de junio de 1990 la transmisión de las noticias convirtió a Mirza Khazar en una leyenda dentro y fuera del país. Melahet Agacankizi, un conocido poeta y escritor, describió la aparición de Mirza Khazar en la radio en tiempos de la invasión Soviética como “El 20 de enero, Mirza Khazar con su voz divina, dio esperanza al pueblo de Azerbaiyán que se encontraba desalentado.” Ahora su distintiva voz y nombre es familiar para los Azerbaijanos que se encuentran dentro y fuera del país.

## Premios
El nombre de Mirza Khazar fue incluido en el libro “los 100 destacados azerbaiyanos”, preparado por la destacada investigadora y escritora Azerbaijana Alisa Nijat y publicado en Bakú en 1999. En 1990, el Frente Popular de Azerbaiyán galardonó a Mirza Khazar con el premio Mammed Amin Rasulzade por su colaboración con el movimiento nacional democrático en Azerbaiyán. Mammed Amin Rasulzade fue uno de los fundadores de la primera República Democrática de Azerbaiyán en 1918. Sabir Rustamkhanly un importante escritor y político azerbaiyano, calificó a Mirza Khazar como “símbolo de nuestra lucha nacional” en una entrevista en el periódico "Cumhuriyet” en septiembre del 2003.

### Artículos en inglés
- Mirza Khazar: Viktor Kozeny argues President Aliev Made Promises  (enlace roto disponible en Internet Archive; véase el historial, la primera versión y la última).
- The Fight For Azerbaijan, or, Illusions Again?
- Mirza Khazar: Aliev And The Fight For A Successor
- Mirza Khazar: A Fight Between Clans In Baku, Or A Sign Of Aliev's Weakness?

### Artículos en azerbayano
- Mirzə Xəzər: “Bu rejim 16 ildir xalqın boynuna minnət qoyur”
- MİRZƏ XƏZƏRİN SENSASİON AÇIQLAMALARI
- MİRZƏ XƏZƏR: Meydan Düşüncələri" - Meydan, Qarabağ və Milli Hərəkat

### Artículos en ruso
- Мирза Хазар: Национальное самосознание и... Ложь в роли национального врага...
- Мирза Хазар: НЕ ПРОЩАЙТЕ ДОЛГИ ДИКТАТОРОВ!
- «Некоторые все еще опасаются «потерявшего голос» и отстраненного от работы Мирзы Хазара»